# جام تختی
جام تختی یا رقابت‌های بین‌المللی جام تختی به عنوان یاد بودی از غلامرضا تختی (قهرمان کشتی ایران) هر ساله در بهمن ماه با حضور تیم‌های داخلی و خارجی برگزار می‌شود. این مسابقات عموماً به عنوان انتخابی تیم ملی ایران برای مسابقات مهمی مانند المپیک یا جام جهانی محسوب می‌شود. این جام یکی از معتبرترین جام‌های اتحادیه جهانی کشتی می‌باشد.
این رقابت‌ها قبل از انقلاب ۵۷، جام آریامهر نام داشت و از سال ۱۳۴۶ تا ۱۳۵۶ برگزار شد و رقابت سال ۱۳۵۷ در آبان ماه لغو شد.

## تاریخچه
این مسابقات بعد از پیروزی انقلاب و برای بزرگداشت غلامرضا تختی به دستور حسین شاه حسینی رئیس وقت سازمان تربیت بدنی که از دوستان و هموندان تختی در جبهه ملی بود جام آریامهر بنام رقابت‌های بین‌المللی جام تختی نامگذاری و اولین دوره ان در سال ۱۳۵۸ در تهران برگزار شد.
در گذر زمان سلیقه مختلف روسای وقت فدراسیون کشتی موجب شد که این رقابت‌ها با عناوین گوناگونی مانند جام تختی گرفته تا جام ۲۲ بهمن، جام ۲۲ بهمن گرامیداشت جهان پهلوان تختی، جام تختی گرامیداشت ۲۲ بهمن و جام فجر تغییر نام پیدا کند. این آوردگاه چهار دوره در سالهای ۱۳۸۱، ۱۳۸۶، ۱۳۹۱ و ۱۳۹۹ برگزار نگردید، همچنین ۱۳۶۳، ۱۳۸۲، ۱۳۸۷ و ۱۳۹۲ دو بار رقابت‌های مذکور برگزار شد. با این احتساب از سال ۱۳۵۸ تا ۱۴۰۱ تاکنون چهل و چهار دوره انجام شده است. گفتنی است چهل و پنجمین دوره این رقابت‌ها در شهر ارومیه برگزار می‌شود.

### جام آریامهر
در مجموع یازده دوره مسابقات بین‌المللی کشتی قبل از پیروزی انقلاب اسلامی برگزار شد. طی ۱۱سال ۳۱۸ مدال طلا، نقره و برنز توزیع شد که سهم کشتی گیران ایرانی ۱۱۴ مدال بود. کشتی‌گیران خارجی ۱۸ کشور در این رقابت‌ها حضور داشتند و قهرمانان کشورهای شوروی و بلغارستان در تمام دوره حضور داشتند و پاکستان ۷ بار، رومانی ۶، لهستان ۵ و کشورهای آلمان غربی و کره‌جنوبی در ۴ دوره از این رقابتها حضور داشتند. نکته جالب در برگزاری این رقابت‌ها این بود که تنها در ۴ وزن هقتم تا دهم دو عنوان قهرمانی در این سالها نصیب کشتی ایران شد. بهترین کشتی‌گیر خارجی حاضر در این رقابتها ولادیمیر گلوتگین قهرمان بلندآوازه شوروی با کسب ۶ مدال طلا در ۶ سال حضور در این رقابتها بود منصور برزگر با پنج عنوان قهرمانی درخشان‌ترین چهره داخلی بود که در وزن ششم ۵ مدال طلا بدست آورد. گفتنی است عبدالله موحد، ابراهیم جوادی، ابوطالب طالبی، رمضان خدر، محمد خرمی و ویکتور ناواژیلو از شوروی دیگر کشتی‌گیران موفق در این رقابت‌ها بودند و سه کشور ایران، شوروی و بلغارستان با کسب ۱۰۴، ۸۲ و ۶۰ مدال پر افتخارترین تیم‌های این رقابت‌ها بودند.
- ۱۳۴۶
- ۱۳۴۷
- ۱۳۴۸
- ۱۳۴۹
- ۱۳۵۰
- ۱۳۵۱
- ۱۳۵۲
- ۱۳۵۳
- ۱۳۵۴
- ۱۳۵۵
- ۱۳۵۶
- ۱۳۵۷ - کنسل شد - بر طبق برنامه تنظیمی فدراسیون کشتی ایران قرار بوده است دوازدهمین دوره کشتی جام آریامهر با شرکت چندین کشور صاحب نام از مورخه ۱۰ / ۸ / ۵۷ الی ۱۲ / ۸ / ۱۳۵۷ در تهران برگزار شود و برای آمادگی این مسابقات قهرمانی، تیم ملی‌کشتی ایران از مدتها قبل در اردوی قهرمانی واقع در دهکده المپیک مشغول تمرین بوده‌اند ولی در تاریخ ۹ / ۸ / ۵۷ یعنی یک روز قبل از شروع مسابقات اعضای تیم ملی کشتی ایران تحت عنوان مخالفت با عنوان کاپ آریامهر به‌طور دسته‌جمعی از اردوی قهرمانی خارج و عدم آمادگی خود را در این دوره از مسابقات به نام کاپ آریامهر اعلام نموده‌اند و در نتیجه طبق تصمیم سازمان ورزش ایران اجرای مسابقات منتفی و کشورهای دعوت شده به کشور خود مراجعت نمودند.

### کشتی آزاد و فرنگی
اولین دوره در سال ۱۹۸۰ میلادی برگزار شد.
این رقابت گاهی در کشتی آزاد و گاهی در هر دو رشته آزاد و فرنگی برگزار شده است. در چند دوره کشتی پهلوانی هم بود.
دوره - تاریخ رقابت - محل برگزاری
۱ تیرماه ۱۳۵۸ ساری
۲ اردیبهشت ۱۳۵۹ تهران
۳ بهمن ۱۳۶۰ تهران
۴ بهمن ۱۳۶۱ تهران
۵ بهمن ۱۳۶۲ تهران
۶ شهریور ۱۳۶۳ تهران
۷ بهمن ۱۳۶۳ تهران
۸ بهمن ۱۳۶۴ تهران
۹ بهمن ۱۳۶۵ بندرعباس
۱۰ بهمن ۱۳۶۶ اصفهان
۱۱ بهمن ۱۳۶۷ ساری
۱۲ بهمن ۱۳۶۸ تهران
۱۳ بهمن ۱۳۶۹ تهران
۱۴ بهمن ۱۳۷۰ ساری
۱۵ بهمن ۱۳۷۱ اصفهان
۱۶ بهمن ۱۳۷۲ تهران
۱۷ بهمن ۱۳۷۳ شیراز
۱۸ بهمن ۱۳۷۴ مشهد
۱۹ بهمن ۱۳۷۵ ساری
۲۰ بهمن ۱۳۷۶ تهران
۲۱ بهمن ۱۳۷۷ تنکابن
۲۲ دی ۱۳۷۸ قزوین
۲۳ اسفند ۱۳۷۹ مشهد
۲۴ اسفند ۱۳۸۰ تهران
۲۵ خرداد ۱۳۸۲ تهران
۲۶ اسفند ۱۳۸۲ تهران
۲۷ اسفند ۱۳۸۳ تهران
۲۸ اسفند ۱۳۸۴ ساری
۲۹ دی ۱۳۸۵ بندرعباس
۳۰ خرداد ۱۳۸۷ کرمانشاه
۳۱ اسفند ۱۳۸۷ تهران
۳۲ بهمن ۱۳۸۸ اصفهان
۳۳ اسفند ۱۳۸۹ کیش
۳۴ اسفند ۱۳۹۰ تهران
۳۵ اردیبهشت ۱۳۹۲ تهران
۳۶ بهمن ۱۳۹۲ تهران
۳۷ بهمن ۱۳۹۳ کرمانشاه
۳۸ دی ۱۳۹۴ تهران
۳۹ دی ۱۳۹۵ مشهد
۴۰ بهمن ۱۳۹۶ تبریز
۴۱ بهمن ۱۳۹۷ کرمانشاه
۴۲ دی ۱۳۹۸ کرمانشاه
۴۳ اردیبهشت ۱۴۰۰ تهران
۴۴ خرداد ۱۴۰۱ تنکابن

### کشتی فرنگی
به صورت موازی با این رقابت از سال ۱۳۸۳ (۲۰۰۵ میلادی) رقابتی سالانه در رشته کشتی فرنگی با نام جام یادگار برگزار می‌شود. همچنین از سال ۱۳۹۴ رقابت‌های جام یادگار در بخش جوانان و نوجوانان شروع شد.

## برگزاری و اعتبار مسابقات
ارزش مدال‌های این مسابقات در حال حاضر برای مدال‌های طلا ۵۰۰۰ دلار، نقره ۳۰۰۰ دلار و برنز ۲۰۰۰ دلار می‌باشد.
این مسابقات در سال ۱۳۹۵ با شرکت ۴۰ تیم و در سه رشته کشتی آزاد، کشتی فرنگی، کشتی پهلوانی برگزار شد.
این تورنمنت جزء ۵ مسابقه‌ای است که در رنکینگ‌های فیلا مورد محاسبه قرار می‌گیرد.

## دوره‌ها و سال برگزاری
- چهل و چهارمین دوره جام تختی-۱۴۰۳-
- چهل و سومین دوره جام تختی-۱۴۰۲-
- چهل و دومین دوره جام تختی-۱۴۰۱- چهل و دومین دوره رقابت‌های بین‌المللی کشتی فرنگی جام تختی روزهای ۱۹ و ۲۰ خرداد ماه ۱۴۰۱ در سالن رمضان‌خیل شهر تنکابن برگزار شد.
- چهل و یکمین دوره جام تختی - ۱۴۰۰ - مسابقات ۲۹ و ۳۰
- اردیبهشت ماه در تهران برگزار شد.[۱۳]
- چهلمین دوره جام تختی - ۱۳۹۸ - چهلمین دوره رقابت‌های بین‌المللی کشتی فرنگی جام تختی روزهای ۳ و ۴ بهمن ماه در سالن شهید دستغیب شهر شیراز برگزار شد.[۱۴]
- سی و نهمین دوره جام تختی - ۱۳۹۷ - سی و نهمین دوره رقابت‌های بین‌المللی کشتی آزاد جام تختی روزهای ۱۸ و ۱۹ بهمن ماه در سالن امام خمینی (ره) شهر کرمانشاه برگزار شد.[۱۵]
- سی و هشتمین دوره جام تختی - ۱۳۹۶–۱۹ بهمن ماه- سالن شهید پورشریفی تبریز[۱۶]
- سی و هفتمین دوره جام تختی - ۱۳۹۵- سی و هفتمین دوره رقابت‌های بین‌المللی کشتی جام جهان پهلوان غلامرضا تختی در سه رشته آزاد، فرنگی و پهلوانی روزهای ۳۰ دی و اول بهمن ماه در سالن شهید بهشتی شهر مشهد پایتخت فرهنگی جهان اسلام در سال ۲۰۱۷، و به صورت تیم به تیم برگزار شد.[۱۷]
- سی و ششمین دوره جام تختی
- سی و پنجمین دوره جام تختی
- سی و چهارمین دوره جام تختی
- سی و سومین دوره جام تختی
- سی و دومین دوره جام تختی
- سی و یکمین دوره جام تختی
- سی‌امین دوره جام تختی
- بیست و نهمین دوره جام تختی
- بیست و هشتمین دوره جام تختی
- بیست و هفتمین دوره جام تختی
- بیست و ششمین دوره جام تختی
- بیست و پنجمین دوره جام تختی
- بیست و چهارمین دوره جام تختی
- بیست و سومین دوره جام تختی
- بیست و دومین دوره جام تختی
- بیست و یکمین دوره جام تختی
- بیستمین دوره جام تختی

## سایر مسابقات
رقابت‌های بین‌المللی جام عبدالله موحد در بابلسر، رقابت‌های بین‌المللی جام شاهد در کردستان، رقابت‌های بین‌المللی جام علی‌آبادی در اردبیل و رقابت‌های قهرمانی کشور در رده سنی نونهالان از دیگر تورنمنت‌های معتبر سال ۱۴۰۳ به‌شمار می‌رود. این رقابت‌ها پیش از المپیک پاریس برگزار می‌شود.
متیو پولیکونه - مسابقات کشتی ساساری از سال ۱۹۸۸ میلادی (بیستمین دوره سال ۲۰۱۵ - برخی سال ها برگزار نشده است) با نام یادبود متیو پولیکونه از سال ۲۰۱۹ 